# إسلام مكواسي
إسلام مكواسي كانت مجلة سياسية نصف شهرية نُشرت في القسطنطينية، بالإمبراطورية العثمانية، بين عامي 1914 و1918. وهي معروفة بأنها من أوائل المنشورات التي حاولت تقديم توليفة بين القومية والإسلامية، وكان شعارها "دين مع الحياة، حياة مع الدين". وقد رعتها لجنة الاتحاد والترقي.

## التاريخ والملف الشخصي
تأسست المجلة في عام 1914 وموَّلتها لجنة الاتحاد والترقي. صدر العدد الأول منها في 12 شباط 1914. عمل كازانلي حليم ثابت كمحرر لها. صدرت المجلة كل أسبوعين وكان مقرها في القسطنطينية. كانت المجلة تتكون من اثنين وثلاثين صفحة، ولكن تم تقليصها إلى ستة عشر صفحة بسبب نقص الورق أثناء الحرب العالمية الأولى. وقد طبعتها دور نشر مختلفة طوال فترة وجودها.
هدفت المجلة إلى إنتاج مزيج من القومية والإسلامية وتقديم نسخة إصلاحية وليبرالية للإسلام تكون أكثر توافقًا مع أنماط الحياة الحديثة حسب قولها. وعلى عكس المنشورات الإسلامية الأخرى، فقد ركزت على الأدوار والوظائف الاجتماعية للإسلام. نشرت المجلة إعلان الجهاد في تشرين الثاني 1914. توقفت عن النشر في 30 تشرين الأول 1918 بعد إنتاج ما مجموعه ثلاثة وستين إصدارًا.

### المساهمون
من بين المساهمين البارزين في إسلام مكواسي كان أحمد آغا أوغلو [الإنجليزية]، وبسيم أتالاي، وأكا غوندوز، وعمر سيف الدين. كانوا من ثلاث مجموعات مختلفة: علماء مثل شيخ الإسلام موسى كاظم أفندي وإزميرلي إسماعيل حقي وشرف الدين يالتيكايا، والإصلاحيين الإسلاميين مثل شمس الدين غونالتي وحليم ثابت، والقوميين الأتراك مثل ضياء كوكالب ومحمد فؤاد كوبرولو.
غالبًا ما واجه المساهمون في مجلة إسلام ميكموسي الإسلاميين المحافظين الذين كانت مجلة سبل الرشاد [الإنجليزية] هي منفذهم الإعلامي. دارت المناقشات في معظمها حول الإصلاح في الإسلام، وبدأت مباشرة بعد نشر مقال ضياء كوك ألب بعنوان "الفقه وعلم الاجتماع" في المجلة. وتزايدت التوترات بين المعسكرين في عام 1915 عندما أيد مجمع الإسلام علنًا القيود المفروضة على سلطة شيخ الإسلام.
كانت المجلة أول مطبوعة في الإمبراطورية تقدم آراء ابن تيمية، المفكر السلفي ، من خلال مقالات شرف الدين يالتقيت، وكانت هذه خطوة من خطوات غيَّرت التيار الإسلامي الشائع لتيار أكثر تطرفية.